# Louis-Zéphirin Moreau
Louis-Zéphirin Moreau (Bécancour, 1º aprile 1824 – Saint-Hyacinthe, 24 maggio 1901) è stato un vescovo cattolico canadese.

## Biografia
Fu vescovo di Saint-Hyacinthe e cofondatore delle Suore di San Giuseppe; è stato proclamato beato da papa Giovanni Paolo II nel 1987.
Il suo elogio si legge nel Martirologio romano al 24 maggio.

## Genealogia episcopale
La genealogia episcopale è:
- Cardinale Scipione Rebiba
- Cardinale Giulio Antonio Santori
- Cardinale Girolamo Bernerio, O.P.
- Arcivescovo Galeazzo Sanvitale
- Cardinale Ludovico Ludovisi
- Cardinale Luigi Caetani
- Cardinale Ulderico Carpegna
- Cardinale Paluzzo Paluzzi Altieri degli Albertoni
- Papa Benedetto XIII
- Papa Benedetto XIV
- Cardinale Enrico Enriquez
- Arcivescovo Manuel Quintano Bonifaz
- Cardinale Buenaventura Córdoba Espinosa de la Cerda
- Cardinale Giuseppe Maria Doria Pamphilj
- Papa Pio VIII
- Papa Pio IX
- Arcivescovo Armand-François-Marie de Charbonnel, O.F.M.Cap.
- Arcivescovo John Joseph Lynch, C.M.
- Cardinale Elzéar-Alexandre Taschereau
- Vescovo Louis-Zéphirin Moreau